# 2019-es Fonogram díj átadása
A 2019-as Fonogram – Magyar Zenei Díj gálaestet a Magyar Hangfelvétel-kiadók Szövetsége 2018. március 7-én, szerdán este a Várkert Bazárban rendezte meg a magyar zenei élet legnagyobb, az alkotók és háttérszakemberek teljes körét felvonultató eseményét.
Az egykori Budai Ifjúsági Park helyszínén, a Várkert Bazárban megrendezendő nagyszabású eseményen a szakma széles körének szavazatai alapján vehették át az elismeréseket az előző év legjobb zenei teljesítményeit nyújtó előadóművészek. A rendezvényt élőben közvetítette az ATV.
A szavazás során 18 különböző műfaji kategóriában, a zenészekből, zenei szakemberekből, újságírókból álló széles körű jelölőbizottság, illetve egy szűkebb szakmai zsűri, az ún. Fonogram Bizottság tagjainak szavazatai alapján alakult ki a jelöltek névsora. A második fordulóban a nyerteseket a Fonogram Bizottság tagjai választották ki.
A jelöltek listáját 2018. február 19-én hozták nyilvánosságra.

## Nyertesek és jelöltek

### Az év hazai klasszikus pop-rock albuma vagy hangfelvétele
- Caramel – "Átutazók"
- Dés László – Az éjféli járat
- Fish! – Felemás
- Ivan & The Parazol – "Nr. 1003"
- JETLAG – "Szállj velem" / "Égen át" / "Ami itt történik, itt is marad" / "Emlékbe"

### Az év külföldi klasszikus pop-rock albuma vagy hangfelvétele
- Lady Gaga – A Star Is Born
- Manic Street Preachers – Resistance Is Futile
- Paul McCartney – Egypt Station
- Robert Plant – Carry Fire
- Sting & Shaggy – 44/876

### Az év hazai modern pop-rock albuma vagy hangfelvétele
- Margaret Island – III / "Hóvirág" / "Legszebb szavak"
- Follow the Flow – "Hagyod menni" / "Anyám mondta" / "Érdekemberek" / "Holdfény a tanúm" / "Maradok távol" / "Nem fogadok szót" / "Nem tudja senki" / "Ott hagyom az autóm" / "Plátói" / "Valami baj van az éggel"
- Kowalsky meg a Vega – "Mint egy jel" / "Lehetetlen nincs – Velünk kerek a világ!" (Lotfi Begi-vel)
- Nomad – Új remény
- Random Trip – Zenehíd

### Az év külföldi modern pop-rock albuma vagy hangfelvétele
- Charlie Puth – Voicenotes
- Imagine Dragons – Origins
- Justin Timberlake featuring Chris Stapleton – "Say Something"
- Linkin Park – One More Light
- Portugal. The Man – Woodstock

### Az év hazai alternatív vagy indie-rock albuma vagy hangfelvétele
- The Qualitons – Echoes Calling
- Hiperkarma – "Napsütötte rész" / "Belekerültél" / "Kanyargó ösvény"
- Mörk – The Death Of Mörk / SuperSize Live Session
- Szekeres András – A Túlon Innen
- Vad Fruttik – Szabad.Vagy
- Zaporozsec – Pixelek

### Az év külföldi alternatív vagy indie-rock albuma vagy hangfelvétele
- Chvrches – Love Is Dead
- Florence + The Machine – High As Hope
- Greta Van Fleet – Anthem Of The Peaceful Army
- Laurie Anderson, Kronos Quartet – Landfall
- Muse – Simulation Theory

### Az év hazai elektronikus zenei albuma vagy hangfelvétele
- Willcox – "Tequila" / "In My Head" / Let It Go (Remixes) / "Remember"
- Anna and the Barbies – "Karjaidban (Sean Darin Remix)"
- Belau featuring Sophie Lindinger – "Breath"
- Brains – "Viharban születtünk"
- Caramel & Nigel Stately – "Szabadesés"

### Az év külföldi elektronikus zenei albuma vagy hangfelvétele
- Jungle – For Ever
- Calvin Harris – "One Kiss" (Dua Lipa-val) / "Promises" (Sam Smith-szel)
- Clean Bandit – What Is Love?
- Jean-Michel Jarre – Équinoxe Infinity
- Kygo & Imagine Dragons – "Born To Be Yours"

### Az év hazai rap- vagy hiphopalbuma vagy hangfelvétele
- Krúbi – Nehézlábérzés
- Animal Cannibals – "Indul a vakáció!" / "Tarolnak az emszík" / "Vissza!"
- Deniz – "Ösvények mentén" / "Bakancslista" / "Hol volt hol nem volt" / "Ide várnak vissza" / "Veled"
- Hősök – "Kilépő" / "Egyszer" / "Kiskancsó2 / "Mondd el mit látsz" (featuring Essem) / "Lassul a gép" (featuring Tkyd)
- Majka & Curtis – "Füttyös" (Király Viktorral) / "Valami Rap" (Pásztor Annával) / "Irány Sopron!" (featuring Pápai Joci)

### Az év külföldi rap- vagy hiphopalbuma vagy hangfelvétele
- Ibeyi – Ash
- Drake – Scorpion
- Kanye West – ye
- Kendrick Lamar – Black Panther: The Album, Music From And Inspired By
- Post Malone – beerbongs & bentleys

### Az év hazai hard rock vagy metalalbuma vagy hangfelvétele
- Ozone Mama – Cosmos Calling
- Attila Talan – TLN
- AWS – Fekete részem
- Road – A tökéletesség hibája
- Uzipov – "Temetőben"

### Az év külföldi hard rock vagy metalalbuma vagy hangfeltétele
- Judas Priest – Firepower
- Disturbed – Evolution
- Halestorm – Vicious
- Joe Satriani – What Happens Next
- Shinedown – Attention Attention

### Az év hazai hagyományos slágerzenei albuma vagy hangfelvétele
- Szenes Iván – Szervusz Szenes Iván tér
- Csóka Szabi Bandája – Szép a babám fekete szeme
- Dupla KáVé – Boszorkány a feleségem
- Kis Grófo – "#Lávkóma" / "Tiki-taka"
- Polgár Péter (Sukár Petro) – Éljen a nyár!

### Az év hazai kortárs szórakoztatózenei albuma vagy hangfelvétele
- Ruby Harlem – "Forró" / "Aludj...aludj" / "Legyen úgy ahogy nem volt még" / "Megbocsájtanék"
- 100 Folk Celsius – Omega Country
- Fool Moon – Return 2 Acappelland
- Galla Miklós – Bélát itt ne keressék – Elektromiklós Gallantológia
- Irigy Hónaljmirigy – "Mindenki táncol"

### Az év hazai gyermekalbuma vagy hangfelvétele
- Rutkai Bori Banda – Űrdöngölők
- Alföldi Róbert – Micimackó – hangoskönyv
- Belvárosi Betyárok – A Tündértó partján
- Kicsi Gesztenye Klub – A kaland folytatódik
- Major Eszter és Barátai – Napraforgók

### Az év hazai jazzalbuma vagy hangfelvétele
- Modern Art Orchestra Plays Béla Bartók – 15 Hungarian Peasant Songs
- Barabás Lőrinc Quartet – Other Than Unusual / Keys / Maps
- Borbély-Dresch Quartet – Körbe-körbe
- Djabe – Flow
- Gáspár Károly Trio – The Outsider

### Az év hazai világ- vagy népzenei albuma vagy hangfelvétele
- Palya Bea – Hazatalálok
- Aurevoir. – Kikötő
- Ferenczi György és az 1-ső Pesti Rackák, Szalonna és Bandája – Mindenek szerelme
- Firkin – We Are The Ones
- Herczku Ágnes – Hozomány

### Az év felfedezettje
- Krúbi
- Aurevoir.
- AWS
- Follow the Flow
- Mörk
- Platon Karataev

### Az év dala
- AK26 – "Blöff"
- Follow the Flow- "Nem tudja senki"
- Kollányi Zsuzsi & Lotfi Begi featuring Majka – "Valahonnan"
- Majka, Curtis & Király Viktor – "Füttyös"
- USNK – "Posztolj"

### Életműdíj
- Lerch István

### Szakmai Életműdíj
- Göczey Zsuzsa